# É Meu
É Meu é o décimo segundo álbum de estúdio da cantora brasileira Rozeane Ribeiro lançado em 2013, teve 14 faixas inéditas e teve produção musical assinada pelo tecladista Leandro Rodrigues.

## Faixas
1. É Meu
2. Arma
3. Pro Mundo não Vou Perder
4. Declaração a Deus
5. O Noivo
6. Chegou
7. Estou Curado
8. Mulher Vitoriosa
9. Gostinho da Vitória
10. Estou Contigo
11. Eu Estarei Lá
12. Encontro de Milagres
13. Nosso Guardião
14. Todos Temos valor